# ووکونا
ووکونا (به صربی: Vukona) یک منطقهٔ مسکونی در صربستان است که در Ub Municipality واقع شده‌است. ووکونا ۶٫۷۹ کیلومتر مربع مساحت و ۲۱۵ نفر جمعیت دارد و ۱۱۴ متر بالاتر از سطح دریا واقع شده‌است.